# Ункария
Ункария (Uncaria) е род растения от семейство Брошови разпространени в Азия, Африка и Южна Америка. Най-известни представители на рода са Гамбир и Котешки нокът, използвани в медицината.

## Някои видове
- Uncaria elliptica R.Br. & G. Don (Малайзия)
- Uncaria gambir Roxb. — Гамбир (Малайзия)
- Uncaria guianensis J.F.Gmel. (Гаяна)
- Uncaria hirsuta Havil.
- Uncaria homomalla Miq. (Индия, Малайзия)
- Uncaria macrophylla Wall. (Югоизточна Азия)
- Uncaria rhynchophylla (Miq.) Jacks. (Китай)
- Uncaria scandens (Sm.) Hutch.
- Uncaria sessilifructus Roxb.
- Uncaria setiloba Benth.
- Uncaria sinensis (Oliv.) Havil.
- Uncaria tomentosa DC. — Котешки нокът (Южна Америка)
- Uncaria wangii How